# Johannes Scheffler (Ökonom)
Johannes Scheffler (* 22. September 1879 in Eilenburg; † 23. August 1944 in Dresden) war ein deutscher Volks- und Betriebswirt sowie Hochschullehrer an der TH Dresden.

## Leben
Nach dem Abitur in Porta 1899 studierte er in Berlin, ab 1906 an der Universität Straßburg und ab 1910 an der Universität Breslau Betriebs- und Volkswirtschaftslehre sowie Bankwesen. 1913 erfolgte die Promotion zum Dr. phil. in Straßburg und zum Dr. iur. in Leipzig. 1925 folgte die Habilitation an der TH Dresden. Nach einer Zeit als Privatdozent für Bankwirtschaft wurde Scheffler in Dresden 1930 als außerordentlicher Professor berufen und lehrte dort bis zu seinem Tod. Im November 1933 unterzeichnete er das Bekenntnis der deutschen Professoren zu Adolf Hitler. 1937 wurde er NSDAP-Mitglied und schloss sich auch der SA an. Scheffler war Mitglied im Reichsbankrat.

## Schriften
- Das Geldwesen der Vereinigten Staaten von Amerika im 19. Jahrhundert vom Standpunkte des Staates im Überblick dargestellt. Trübner, Straßburg 1908. (urn:nbn:de:s2w-8129)
- Die Bank von Italien: ihre Einrichtung, Organisation und Tätigkeit. In: Jahrbuch für Gesetzgebung, Verwaltung und Volkswirtschaft im Deutschen Reich, Band 36, 1912.  Duncker & Humblot, Leipzig, 1912, S. 169–233, ISSN 1619-6260.
- Der englische Crossed Cheque und der deutsche Verrechnungsscheck. Leipzig 1913